# 枚方市立蹉跎東小学校
枚方市立蹉跎東小学校（ひらかたしりつ さだひがししょうがっこう）は、大阪府枚方市翠香園町にある公立小学校。
1978年に枚方市立蹉跎小学校より分離開校した。

## 沿革
- 1978年4月1日 - 枚方市立蹉跎東小学校として開校。
- 1979年2月10日 - 校歌・校章制定。この日を創立記念日とする。
- 1981年 - 留守家庭児童会を設置。
- 2002年3月 - ビオトープ池完成。

## 通学区域
- 枚方市 北中振1丁目（一部）、北中振3丁目（一部）、翠香園町、走谷1丁目（一部を除く）、走谷2丁目、東中振1丁目（一部）、東中振2丁目（一部）。

卒業生は基本的に枚方市立蹉跎中学校に進学する。

## 校歌
- 作詞：浅田正巳
- 作曲：難波春芳

## 交通
- 京阪本線 光善寺駅 北東へ約1.4km。
- 京都バス　東中振山之線い

## 著名な出身者
- 前田明里（バレーボール選手 - 岡山シーガルズ）